# パワフルトクシマどないしょん
パワフルトクシマどないしょん（パワフルとくしまどないしょん）は、四国放送が放送していたラジオ番組。通称「パワフル」。

## 概要
徳島県内のアマチュアバンドを紹介することが中心の番組であった。インタビューや楽曲紹介・生演奏などもあった。また時期によってメジャーアーティストの情報やネタコーナー・投稿コーナーなどもあった。
徳島県内のアマチュアバンドに自分たちを発表出来る場を同局アナウンサーの岡本和夫が自ら企画、岡本も初代パーソナリティとして出演した。
同番組はかつては徳島資生堂、黒崎楽器、ビッグアメリカンショップのスポンサーがついていたが、ビッグアメリカンショップは1980年代中期まで、黒崎楽器は1992年9月まで、資生堂も途中で降板。そのため末期にはスポンサーは付いていなかったが、後半部分に徳島市のオーディオショップ・うさぎやがスポンサーとして付いていた。また、番組終盤にはエアトラベル徳島（旧・徳島トラベル）のスポットCM（※ツアー宣伝CMとは別）が流れていた。

## パワフルフェスタ
毎年11月に徳島市で行われる「ふるさとカーニバル　阿波の狸祭り」内で番組が主催したイベント。その年のアマチュアバンド徳島一を決めるイベントであった。全盛期はこのイベントに参加できることが目標だったというアマチュアバンドも多かった。放送開始以来の伝統のイベントだったが、2004年を最後に2005年度は行われず、翌年春には番組自体も終了となった。

## パーソナリティ
- 岡本和夫（初代パーソナリティ。岡本小太郎のマイクネームで出演していた。1985年まで）
- 柳町春雨
- 清水幸二（1993年9月まで）
- 鳥井実香（1988年〜1996年9月）
- 八幡篤範（1993年10月〜1996年9月）
- 森本真司（1996年10月〜?）
- 中山千桂子（1996年10月〜1999年9月）
- 前田有香（1999年10月〜）
- 佐野美香
- 新居豊（この番組最後のパーソナリティ）

他